# بشقابی نمدین
بشقابی نمدین (نام علمی: Scutellaria tomentosa) نام یک گونه از سرده بشقابی است.